# Shogoro
Shogoro（しょうごろう、1966年6月14日 - ）は、日本の陶芸家・芸術家。本名は野村 庄五郎（のむら しょうごろう）。
世界的に評価されている作家で、イタリアのフィレンツェを中心に多数の個展を開催する。2001年4月にイタリアのフォンターナ・リーリ市の彫刻の森美術館に48作品を収蔵し、パパ・デッラ・ジョルダーノ賞を授与。フロジノーネ県からは名誉賞を受賞した。また、2012年にはルーマニアでミハイ・エミネスク国際アカデミー造形芸術賞を受賞している。
イタリアの陶芸アートグループとの交流があり、合同展やアートイベントを日本とイタリアの各地で継続的に展開。2019年5月にボローニャのユネスコより、日本とイタリアの文化交流、協力に対する功績が認められ感謝状が贈られた。
大阪市天満に所在する陶芸教室 五郎窯（ごろうがま）を主宰。

## 人物
1966年大阪市東区豊後町に生まれる。12歳で出家して仏門の道に入る。仏門の壮麗なイメージと大僧正の人柄に惹かれて選んだ道だったと雑誌『大阪人』のインタビューで語っている。仏道修行に勤めるうえで、茶道や花道といった礼儀作法を身に着け、日本文化・伝統の美に深く触れる環境の中で幼い頃を過ごしている。しかし18歳の時に、師と仰いでいた大僧正が逝き、還俗する。
その後、ある器に出会ったことがきっかけで陶芸の道を志すが、料理店を営む父に請われてイタリア・フィレンツェに新規出店する日本料理店を任されることとなる。1985年、19歳の時にイタリアのフィレンツェに移住。22歳までの3年間、任された料理店を経営する傍ら、レオナルド・ダ・ヴィンチ、ミケランジェロといった15世紀の偉大な芸術家たちが活躍した、文化革命ルネサンスの都市フィレンツェで、今なお街に暮らす人々がその功績を称え、自国の文化に対し高い誇りをもっていることに感銘を受ける。
1988年に帰国。25歳の時に陶芸家の元へ弟子入りして作陶を始める。1993年10月にフィレンツェ・ジャパンフェスタに正式出品。翌年の1994年から2002年の10年間に渡り、オファーを受けて毎年1か月間、イタリアで個展を開催するようになった。2001年4月にフォンターナ・リーリ市にて個展を開催、彫刻の森美術館に48作品が収蔵され、パパ・デッラ・ジョルダーノ賞を授与。フロジノーネ県からは名誉賞を受賞している。同展覧会は2002年1月にローマでも催された。
2005年9月、イタリアの詩人ジャコモ・レオパルディの生地レカナーティにて、詩と器の企画展『ジャコモ・レオパルディに捧ぐ』を開催し、出品作品とジャコモ・レオパルディへの返詩16編が ジャコモ・レオパルディ記念館に収蔵された。レカナーティ市とジャコモ・レオパルディ国際詩文化協会より表彰を受ける。
2012年6月、ミハイ・エミネスク国際アカデミーより「ミハイ・エミネスク」アカデミー造形芸術賞を受賞。受賞イベントでは、作品を用いたお茶のセレモニーが披露された。
Shogoroは、自身の作家活動だけではなく、新人作家の育成にも努めている。
1994年、28歳の時に生地大阪で陶芸教室 五郎窯（ごろうがま）を開き、数多くの門下生の個展やアートイベントのプロデュースなども行っている。陶芸教室 五郎窯には、ギャラリーが併設されており、門下生の晴れの舞台となっている。
Shogoroは楽茶碗を専門とする作家であるが、彼の作品を使ってもてなす大茶会が、五郎窯の門下生と共に催されている。2001年に京都市の駒井家住宅にて『百人茶会』、2002年に吹田市の旧西尾家住宅にて『三百人茶寄り合い』、2004年にはサントリーミュージアム天保山 カフェ ソラーレにて『七百人茶寄り合い』が催された。『三百人茶寄り合い』は陶芸専門誌『陶遊』31号で特集されており、門下生の作品も、おもてなしの折々のシーンで用いられ、それぞれの活躍がうかがえる。
茶会でも用いられた彼の代表作『今古美楽茶盌（いまふるびらくぢゃわん）』は、『陶遊』4号から42号に渡り36回連載されている。同雑誌73号では、楽茶碗の特集が組まれ彼の轆轤技術に迫るべくコマ送りの写真を使って、制作の手順が詳細に紹介されている。
2011年11月には、かつて自身が個展を催していたイタリア・フィレンツェのギャラリーメンターナにて、五郎窯一門による海外初の展覧会『La prima mostra della famiglia SHOGORO（ラ・プリマ・デッラ・ファミッリャ・ショウゴロウ）』の開催を実現させ、地元トスカーナTVの取材を受けた。翌年の2012年から年に2回、春秋にイタリア・フィレンツェ中心地にあるショップやレストラン、バールを舞台に、五郎窯の複数名作家よる個展イベント『FUOCO d’ARTE（フォーコ・ダルテ）』を継続的に開催している。
2014年からはイタリア人作家との交流がはじまり、五郎窯はヴェネツィアにあるアートスクール パンドラと共に、日伊陶芸展『AD EST DI NESSUN OVEST（アッド・エスト・ディ・ネッスン・オベスト）』をパドヴァの文化センター サン・ガエターノにて開催。この展覧会を皮切りに、パンドラの門下生から陶芸アートグループ Collettivo C13（コレッティ―ボ・チー・トレディチ）が結成され、五郎窯はCollettivo C13との合同展やアートイベントを、日本とイタリアの各地で継続的に数多く展開している。
2019年5月にはボローニャのユネスコより、日本とイタリアの文化交流、協力に対する功績が認められ感謝状が贈られた。
彼の芸術活動は陶芸だけではなく多岐に至る。2012年11月に詩歌集『SPIGA 穂』を監修、出版。イタリアと日本の二人の詩人による俳句集で、フィレンツェの画家アントニオ・チッコーネによって挿絵が添えられている。フィレンツェのギャラリーメンターナにて出版記念イベントが催された。
また、2021年には友人であるブラジルの詩人ホセ・エドゥアルド・デグラツィアと共に、詩歌集『O súbito vento』を発表。詩集にはShogoroの書がおさめられている。

## 年譜
- 1966年 大阪市に生まれる。
- 1978年 12歳で出家、仏門に入る。18歳で還俗。
- 1985年 イタリアに移住。
- 1988年 帰国後、25歳で窯元に弟子入り作陶を始める。
- 1993年 フィレンツェ・ジャパンフェスタに正式出品、翌年から毎年10年間フィレンツェのギャラリーで個展を催す。
- 1993年 イタリアのフォンターナ・リーリ市よりパパ・デッラ・ジョルダーノ賞、フロジノーネ県から名誉賞を授与。
- 1994年 大阪で陶芸教室 五郎窯（ごろうがま）を開く
- 2011年 イタリア・フィレンツェで、五郎窯一門展『La prima mostra della famiglia SHOGORO』開催。
- 2012年 ルーマニアでミハイ・エミネスク・アカデミー造形芸術賞を受賞。
- 2014年 日伊陶芸展 『AD EST DI NESSUN OVEST』開催。
  - 以降、イタリア人作家らとイタリア、日本の各地で合同展を継続的に催す。

## 主な展覧会

### 個展
- 1993年10月 フィレンツェ・ジャパンフェスタに正式出品
- 1994年10月 『今古美』フィレンツェ、ギャラリーメンターナ、以降2000年10月まで同ギャラリーにて開催
- 1995年11月 『枯れた情景』
- 1996年10月 『侘』
- 1997年10月 『一期一会』
- 1998年10月 『おあがり』
- 1999年11月 『喫茶去』
- 2000年10月 『矜持』
- 2001年4月 『矜持2』 フォンターナ・リーリ、彫刻の森美術館に48作品を収蔵
- 2002年1月 『収蔵48作品展』ローマ
- 2005年9月 詩と器の企画展『ジャコモ・レオパルディに捧ぐ』レカナーティ ジャコモ・レオパルディ記念館
  - 出品作品及び、ジャコモ・レオパルディへの返詩16編をジャコモ・レオパルディ記念館が収蔵
- 2017年4月 仮面の展覧会『マスク』 フィレンツェ、バール・アリギエーリ
- 2017年5月 『錆びた絆〜異種の神』 フィレンツェ、ボルゴ・アッレーグリ公園[10]
- 2020年2月 『KABUSE-cha』パドヴァ、茶葉販売店 ラ・フィネストラ・スッル・テ
  - 陶器の展示とともに、お茶のセレモニーが催された。

### グループ展
- 2011年11月 五郎窯一門展『La prima mostra della famiglia SHOGORO』 フィレンツェ、ギャラリーメンターナ
- 2012年11月 アートイベント『FUOCO di GUSTO』 フィレンツェ、2店舗のレストラン対決、五郎窯一門作家による作品使用
- 2013年5月 - 2019年4月 アートイベント『FUOCO d’ARTE #1 - 16』 フィレンツェ中心地のショップ・レストラン・バール、五郎窯作家による個展イベント
  - 年2回、春秋に継続的に開催
- 2014年5月 日伊陶芸展 『AD EST DI NESSUN OVEST』パドヴァ 文化センター サン・ガエターノ
- 2014年11月 日伊陶器展『都市の迷宮 - Urban mazeS』 ヴェネツィア[15][16]
- 2015年5月 日伊陶器展『風来坊 - Wanderlust』 ヴェネツィア
  - 8月 巡回展 イタリア文化会館 大阪[17]
  - 展覧会期間中、ラジオさくらFMにゲスト出演、インタビューを受けた[18]。
- 2015年8月 日伊陶器展『命 - Mei』大阪 ギャラリー寸草庵
- 2015年9月 日伊陶器展『母なる自然 - De:Rerum Mirabilia』 ミラノ、マタロン財団ミュージアム[19]
- 2016年1月 日伊陶器展『WUNDERKAMMER バンダーカンマー』 ヴェネツィア、19世紀の要塞 フォルテ・カルペネード[20]
- 2016年5月 日伊陶器展『神々のエピローグ - epilogo/prologo』ボローニャ国際音楽博物館&図書館[21]
- 2016年8月 『パンタレイ万物流転 - PANTA REI』 京都伝統工芸館[22][23]
  - 展覧会期間中、Collettivo C13のメンバーと共にラジオさくらFMにゲスト出演、最近の展覧会活動について語る[24][25]。
- 2016年8月 日伊陶器展『バタフライ・エフェクト』大阪 ギャラリー寸草庵
- 2016年9月 財布の展覧会『ガルバジャン幸福の財布』大阪 ギャラリー寸草庵 フィレンツェの手作りコンセプト・ファッション・ブランド Garbag'EN とのコラボ展
- 2016年12月 日伊陶器展『Ragnarök ラグナロク - 神々の黄昏』 ヴェネツィア、19世紀の要塞 フォルテ・カルペネード
  - 参加作家によって、友好と新たなギャラリー開設の記念樹が植樹された[26]。
- 2016年12月 アクセサリー展『妖精たちの輪舞』大阪 ギャラリー寸草庵
- 2016年3月 日伊陶器展『TELLURIC 地球型惑星 #01』 イタリア文化会館 大阪[27]
- 2017年4月 『暮雲春樹 - Boun Syunju #01〜遠くの君へ元気でいますか』ミラノ、老舗書店 リブレリア・ボッカ[28][29]
- 2017年7月　日伊陶器展『TELLURIC 地球型惑星 #02』高松市、イタリア香川文化会館
- 2017年11月 アートイベント『暮雲春樹 - Boun Syunju #02 〜SPIGA 穂』ミラノ、老舗書店 リブレリア・ボッカ[30][31]
  - SPIGA 穂は、Shogoroが2012年に監修、発表した俳句集。
- 2019年1月 伊日陶器展『ハイブリッド・スペース - Hybrid space』大阪 ギャラリー濤聲庵[32]
- 2019年5月6日 『暮雲春樹 - Boun Syunju #03』ユネスコ主宰、ボローニャ[33]
  - 5月7日 ミラノ、老舗書店 リブレリア・ボッカにて展示
- 2020年2月 日伊陶器展『BIFRÖST』パドヴァ、ズベイカ・コーヒー・ハウス[34]
- 2021年11月 日伊陶器展『Ucuculam ウククラン』高松市、イタリア香川文化会館

## その他の活動

### 茶会
- 2001年 『百人茶会』京都市、駒井家住宅
- 2002年 『三百人茶寄り合い』吹田市、旧西尾家住宅
- 2004年 『七百人茶寄り合い』大阪市、サントリーミュージアム天保山 カフェ ソラーレ

## 出版物

### 詩歌集
- 『SPIGA 穂』2012年、監修: Shogoro 著者: クリスティアーナ・チッコーネ・太田 敏彦、挿絵: アントニオ・チッコーネ ISBN 978-4990691905
- 『O súbito vento』2021年、著者: ホセ・エドゥアルド・デグラツィア、翻訳・書: Shogoro ISBN 978-6588865101